# کله‌چوب
کله‌چوب یک روستا در ایران است که در دهستان والانجرد واقع شده‌است. کله‌چوب ۹۲ نفر جمعیت دارد.